# واجرا-مشتی
واجرا مُشتی یا واجرا-موشتی (سانسکریت: वज्रमुष्टि، به معنی: "مُشتِ رعد" یا "مشت الماس") به سلاحی گفته می‌شوند که همانند پنجه بوکس است و همچنین نام گونه‌ای از کشتی سنتی در هند است که در آن، از این سلاح استفاده می‌شود. این اسلحه را گاهی ایندرا-مُشتی نیز می‌نامند که به معنای «مشت ایندرا» است.
واجرا-مُشتی معمولاً از عاج یا شاخ گاومیش ساخته می‌شود. شکل ظاهری آن شبیه یک پنجه بوکس است که در کناره‌هایش کمی نوک تیز بوده و با میخ‌های کوچک در بند انگشتان قرار می‌گیرد. انواع مورد استفاده برای جنگ دارای تیغه‌های بلندتری بودند که از هر انتهای آن‌ها تیغی بیرون زده بود و برآمدگی بند انگشت در آن استادانه و ظریف بود.

## تاریخچه
اولین ذکر نام واجرا-مشتی در اثری تاریخی به نام ماناسُلاسه از دوران پادشاهی چالوکیا و عصر فرمانروایی سومشورا سوم (۱۱۲۴–۱۱۳۸) برجای مانده؛ اگرچه حدس زده می‌شود که از اوایل سلسله موریا این سلاح وجود داشته است. مسابقات مربوط به این سلاح، توسط خانواده سلطنتی حمایت می‌شد و کشتی گیران آن مورد توجه قرار می‌گرفتند. در قرن دوازدهم واجرا-مشتی و همتای غیرمسلح آن مالا-یودها ورزشی بود که ممتازترین کشتی‌گیران (واجرا-مشتی) که از قشر برهمن‌های کریشنا بودند، به آن می‌پرداختند. قبیله جیستی به‌طور خاص برای ورزش‌های مالا-یودها و واجرا-مشتی آموزش می‌دیدند. مالا پورانا یک اثر پورانه است که با قوم جیستی مرتبط است و تصور می‌شود که قدمت آن به قرن سیزدهم میلادی بازمی‌گردد. آماده‌سازی میدان، و تمرین‌های مورد استفاده، انواع کشتی‌گیران، ویژگی‌های فیزیکی لازم، تکنیک‌های کشتی و… در این اثر تعریف شده‌اند و گزارشی نسبتاً دقیق از غذاهایی که کشتی‌گیران باید در هر فصل از سال بخورند، ارائه می‌کند. تصور می‌شود که آنها بر خلاف قبیله نایر در هند جنوبی، کشیشان برهمن هستند. در قرن شانزدهم میلادی، جیستی-مالا مترادف با مبارزه‌گران، ورزشکاران مشهور و مبارزان حرفه‌ای بود که به عنوان محافظ افراد ثروتمند کار می‌کردند.
در دوران امپراتوری گورکانی، بومیان نگریتو در گجرات (که گاهی در نوشته‌های اروپایی به‌دلیل ظاهرشان به اشتباه به عنوان اهل ماداگاسکار نامیده می‌شدند) از دوران کودکی آموزش واجرا مشتی می‌دیدند. وقایع نگار پرتغالی، فرنائو نونس، تمرین واجرا مشتی را در امپراتوری ویجایاناگارا جنوبی ثبت کرده است.
در دوره استعمار بریتانیا، قبیله جیستی به نام جتی معروف شد. در این زمان جتی‌های بارودا در حال تمرین برای ناکی کا کُستی ثبت شده‌اند که نوعی کشتی با باخ ناکا است. جیمز اسکوری در اواخر دهه ۱۷۰۰ میلادی، زمانی در زندان تیپو سلطان بود، گزارشی در این باره نوشت.
پس از استقلال هند، جتی در گجرات، حیدرآباد، راجستان و میسور زندگی می‌کنند ولی سنت خانوادگی کشتی بدون حمایت حکومت‌ها اعتبار خود را از دست داده است. رزمی‌کار استرالیایی جان ویل در دهه ۱۹۸۰ میلادی نزد یکی از آخرین استادان واجرا مشتی آموزش دید، در آن زمان این هنر رزمی تقریباً منقرض شده بود.
مسابقات واجرا مشتی هنوز در طول جشنواره سالانه دسارای میسور برگزار می‌شود، سنتی که قدمت آن به سلسله وادیار در سال ۱۶۱۰ میلادی، بازمی‌گردد. برخلاف روش خونین قدیمی، رزمندگان مدرن از پنجه‌های با میخ‌های صاف استفاده می‌کنند. دعوا بلافاصله پس از اولین خونریزی به پایان می‌رسد و به ندرت رای داور مورد تردید قرار می‌گیرد. در موارد نادری که تصمیم مورد مناقشه قرار می‌گیرد، بازنده یا استاد او می‌توانند به هیئت داوران اعتراض کنند. داوران خود معمولاً از کشتی‌گیران سابق با چندین دهه تجربه هستند.